# Firebolt
Firebolt Analytics Inc. es un software proveedor de datos que opera a nivel mundial. Su producto principal es una plataforma de almacenamiento de datos en el cloud para ingenieros de datos, para construir canales de datos para uso interno y externo. Firebolt fue fundada y tiene su sede en Tel Aviv, Israel.

## Resumen
La compañía Firebolt Analytics Inc. fue fundada el 1 de enero de 2019 por Eldad Farkash, desarrollador de bases de datos, y Saar Bitner, estratega de marketing, quienes trabajaron juntos anteriormente en Sisense.
El 9 de diciembre de 2020, Firebolt lanzó su plataforma de almacenamiento de datos después de recaudar 37 millones de dólares en una ronda de financiación de Serie A recibida de las compañías inversoras Zeev Ventures, TLV Partners, Bessemer Venture Partners y Angular Ventures.
El 24 de junio de 2021, Firebolt Analytics recibió 127 millones de dólares en la ronda de Serie B liderada por Dawn Capital y K5 Global.
En enero de 2022, Firebolt recaudó $ 100 millones a un valor de $ 1.4 mil millones.